# Хок, Уинтон
Уинтон Хок (англ. Winton Hoch; 31 июля 1905 — 20 марта 1979) — американский кинооператор. Трёхкратный лауреат премии «Оскар» за операторскую работу в фильмах «Жанна д’Арк», «Она носила жёлтую ленту» и «Тихий человек».

## Биография
Родился 31 июля 1905 года в Сторм Лейк, Айова. Учился в Калифорнийском технологическом институте, окончил обучение в 1931 году. В 1934 году начал работать в Техниколор. В начале операторской карьеры преимущественно работал на съемках документальных короткометражек. В 1940 году получил премию «Оскар» за технические достижения в развитие проекционного оборудования для вспомогательной оптической системы.
В 1979 году с января по март был президентом Американского общества кинооператоров.
Умер 20 марта 1979 года в Санта-Монике, США.

## Избранная фильмография
- 1941 — Пикирующий бомбардировщик / Dive Bomber (реж. Майкл Кёртис)
- 1948 — Три крёстных отца / 3 Godfathers (реж. Джон Форд)
- 1948 — Жанна д’Арк / Joan of Arc (реж. Виктор Флеминг)
- 1949 — Она носила жёлтую ленту / She Wore a Yellow Ribbon (реж. Джон Форд)
- 1952 — Тихий человек / The Quiet Man (реж. Джон Форд)
- 1955 — Мистер Робертс / Mister Roberts (реж. Джон Форд и Мервин Лерой)
- 1956 — Искатели / The Searchers (реж. Джон Форд)
- 1957 — Лётчик / Jet Pilot (реж. Джозеф фон Штернберг)
- 1960 — Затерянный мир / The Lost World (реж. Ирвин Аллен)
- 1961 — Путешествие на дно моря / Voyage to the Bottom of the Sea (реж. Ирвин Аллен)
- 1964 — Робинзон Крузо на Марсе / Robinson Crusoe on Mars (реж. Байрон Хэскин)
- 1964—1966 — Путешествие на дно моря / Voyage to the Bottom of the Sea (51 эпизод)
- 1968 — Зелёные береты / The Green Berets (реж. Джон Уэйн, Рэй Келлогг и Мервин Лерой)

## Награды
- Премия «Оскар» за лучшую операторскую работу
  - Лауреат 1949 года за фильм «Жанна д’Арк» совместно с Джозефом А. Валентайном и Уильямом В. Сколлом[6]
  - Лауреат 1950 года за фильм «Она носила жёлтую ленту»[7]
  - Лауреат 1953 года за фильм «Тихий человек» совместно с Арчи Стаутом[8]